# Catedral de Nossa Senhora do Desterro
A Catedral Nossa Senhora do Desterro ou Catedral Diocesana de Jundiaí de São Paulo é um templo católico da cidade de Jundiaí, São Paulo. Para atender as necessidades religiosas e algumas atividades civis, como registro de nascimentos e casamentos, a igreja dedicada à Virgem Maria começou a ser construída em 1649, no interior da então Vila de Parnahyba, finalizando a construção em 1651, sendo assim uma das catedrais mais antigas de São Paulo.

## História

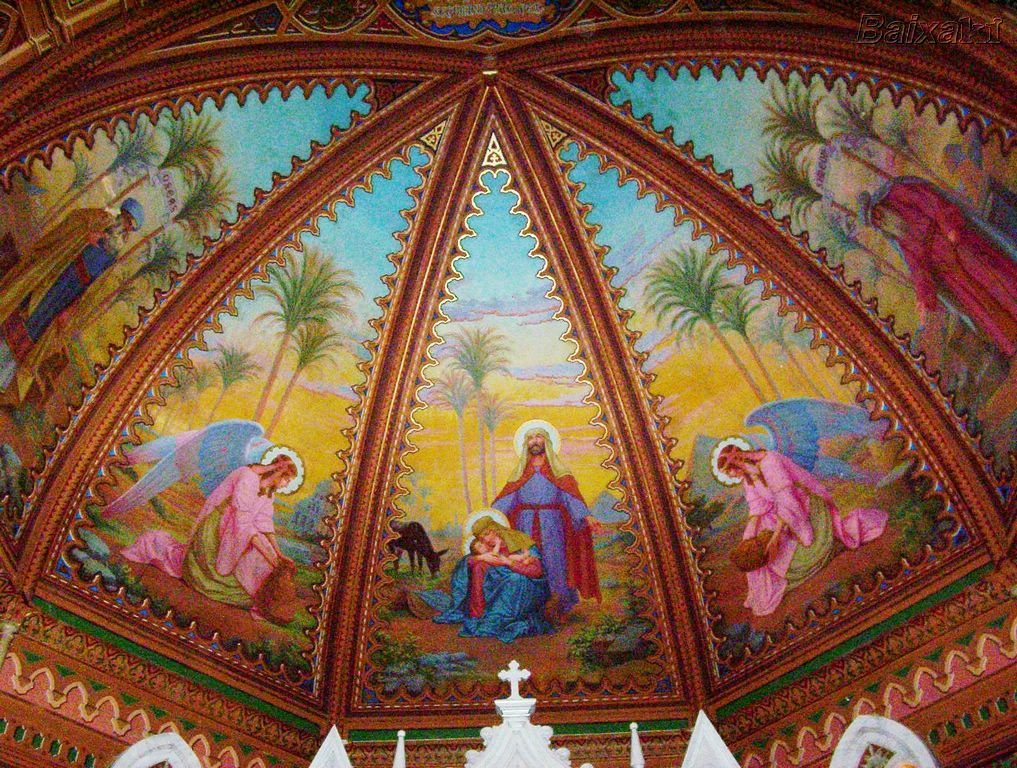
Presbitério (abside) da Catedral

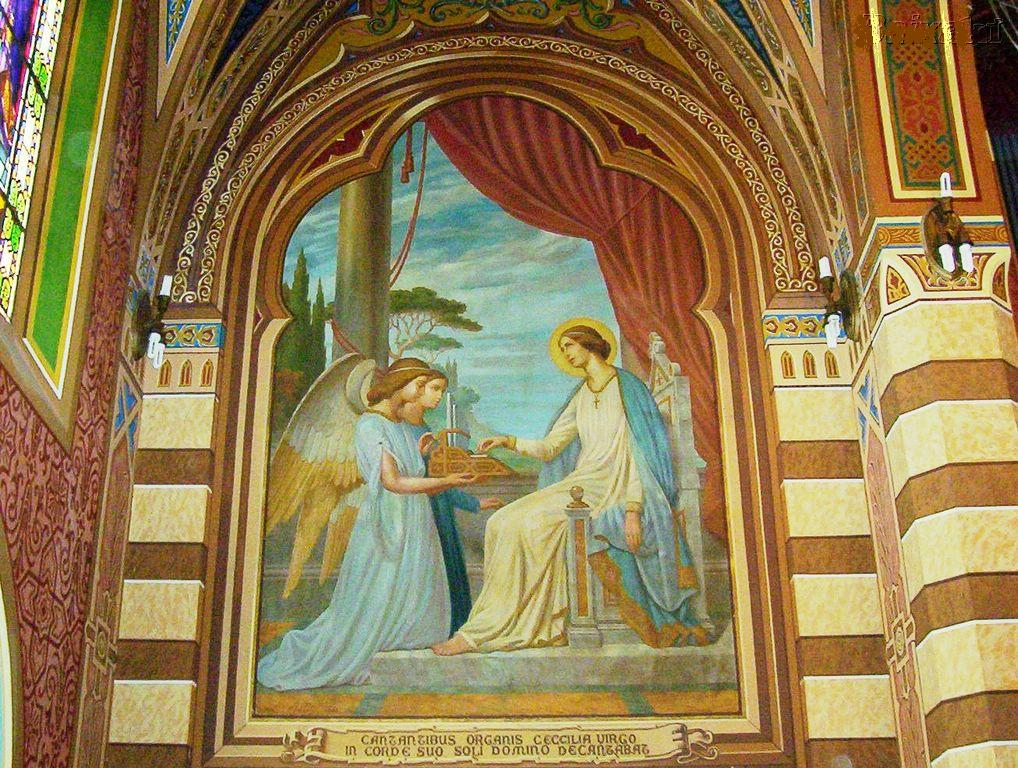
Santa Cecília na Catedral

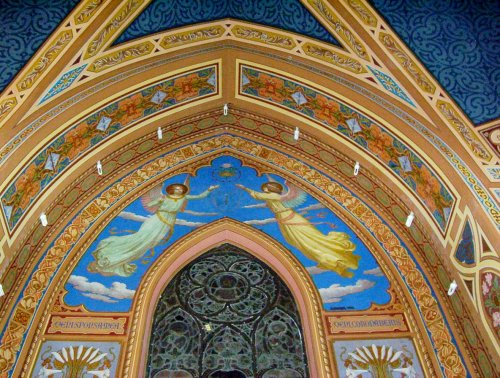
Detalhe do Altar de Nossa Senhora do Rosário

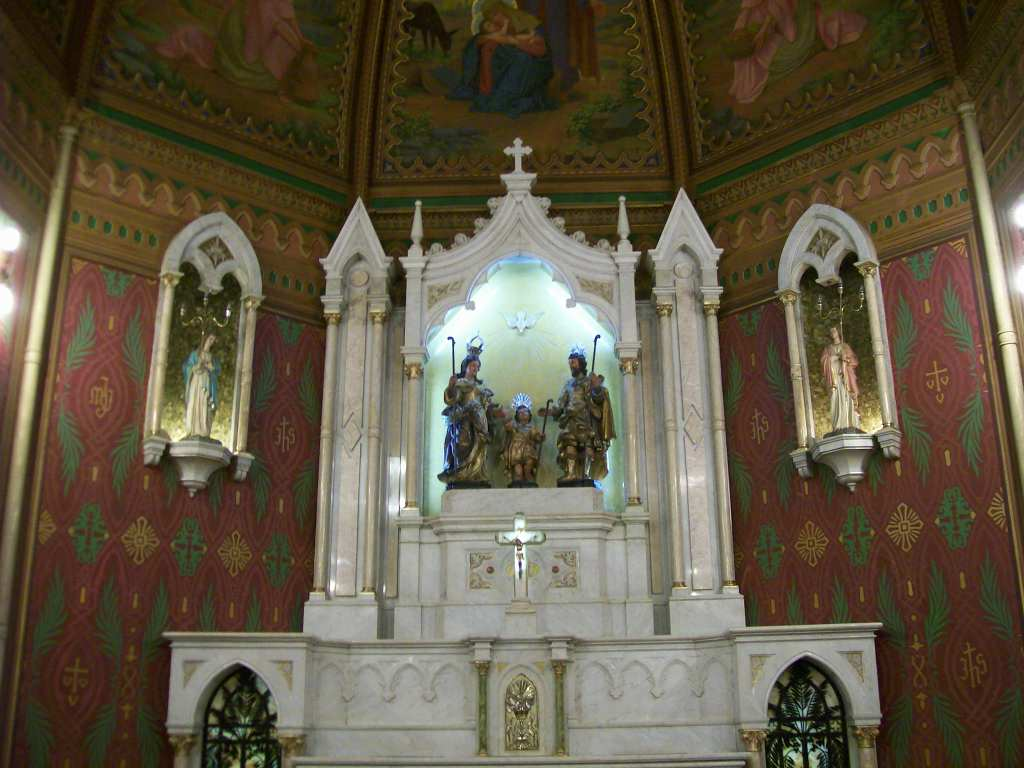
Altar-mor

A primeira capela dedicada a Nossa Senhora do Desterro, teve inicio a sua construção em 1630. a Catedral Nossa Senhora do Desterro foi construída em 1651, e marcou o início do reconhecimento da povoação de Jundiaí. Cinco anos mais tarde, Jundiaí foi elevada à categoria de vila com a denominação de Nossa Senhora do Desterro de Matto Grosso de Jundiahy. No dia 28 de março de 1865, a vila foi elevada à condição de cidade.
Não existem imagens fidedignas da primitiva capela, mas, em 1865, quando a vila foi elevada à condição de cidade, já existia uma igreja matriz, em estilo barroco, com duas torres. Marco da história de Jundiaí, esta igreja foi remodelada em 1886, seguindo projeto do arquiteto Ramos de Azevedo, quando a construção ganhou as feições atuais no estilo neo-gótico, denotando grandiosidade e religiosidade com suas altas torres.
Foi em 1921 que o vigário decidiu aprofundar as características neogóticas do templo, substituindo o antigo forro de madeira pelas elegantes abóbadas ogivais em gomos, criando o transepto - com a ampliação de duas das capelas laterais - e entregando a decoração interna ao pintor Arnaldo Mecozzi (Frascati, Itália, 1876 - Santos, São Paulo, 1932).
Vale à pena transcrever a bela descrição da Catedral, que faz Valter Tozetto Junior, para o Jornal de Jundiaí, regional:
"Carregado de simbolismo teológico, o estilo da Catedral  expressa a grandiosidade, onde tudo se volta para o alto, em direção aos céus. Passou por uma reforma em 1921. O teto passou a ter abóbadas ogivais; foram colocados vitrais  e as paredes receberam belas pinturas do artista plástico italiano Arnaldo Mecozzi. Há afrescos que retratam passagens bíblicas. A Sagrada Família em sua saída para o Egito encontra-se no Presbitério, em cujo teto também há os quatro evangelistas. Sobre a porta da Capela do Santíssimo, há o afresco dos discípulos de Emaús com Jesus Ressuscitado.  A representação do Batismo se encontra sobre a Capela de Nossa Senhora Aparecida, onde funcionava, antigamente, um Batistério.
Na entrada do Coro, existe a figura de Santa Cecília, a Padroeira dos Músicos. E, na entrada da Sacristia, uma pintura de ordenação sacerdotal que, com outras imagens, igualmente belas e harmonizadas pelos elegantes adereços, convidam ao encontro com o Senhor. No altar-mór, feito de mármore vindo da Europa, estão as imagens barrocas da Sagrada Família.
O acervo de esculturas existentes na Catedral tem valor artístico e afetivo para toda a comunidade jundiaiense. Não foi revelado, entretanto, seu valor venal.  Um destaque especial  deve ser atribuído às imagens  do Cristo crucificado da Capela do Santíssimo,  trazida da França por  Antônio de Queiroz Telles, o Conde do Parnaíba, em 1879; e de São José, trazida da Espanha por Mário e Dagmar Borin, em 1952.
Os vitrais também merecem destaque especial. A partir do vitral da fachada principal, que tem como tema a fuga da Sagrada Família ao Egito, a maioria dos vitrais é dedicada aos santos.  Pelas características próprias, os vitrais filtram a luminosidade para dentro da Catedral e criam um clima propício para o recolhimento e oração.
Na Cripta da Catedral, capela subterrânea,  estão os jazigos de dom Gabriel Paulino Bueno Couto, dom Roberto Pinarello Almeida e dom Amaury Castanho. Outros bens de valor inestimável da Catedral são os sinos e o órgão de tubos Cavaille-Coll, fabricado na França - uma raridade, também trazido para Jundiaí pelo Conde do Parnaíba."
A diocese de Jundiaí foi criada em 7 de novembro de 1966, pelo papa Paulo VI. Através deste ato, a antiga matriz foi alçada ao status de Catedral Diocesana.

## Bispos de Jundiaí
- Dom Gabriel Paulino Bueno Couto (1966 — 1982)
- Dom Roberto Pinarello de Almeida (1982 — 1996)
- Dom Amaury Castanho (1996 — 2004)
- Dom Gil Antônio Moreira (2004 — 2009 )
- Dom Vicente Costa (2010 — 2022)
- Dom Arnaldo Carvalheiro Neto (2022 — )

## Galeria

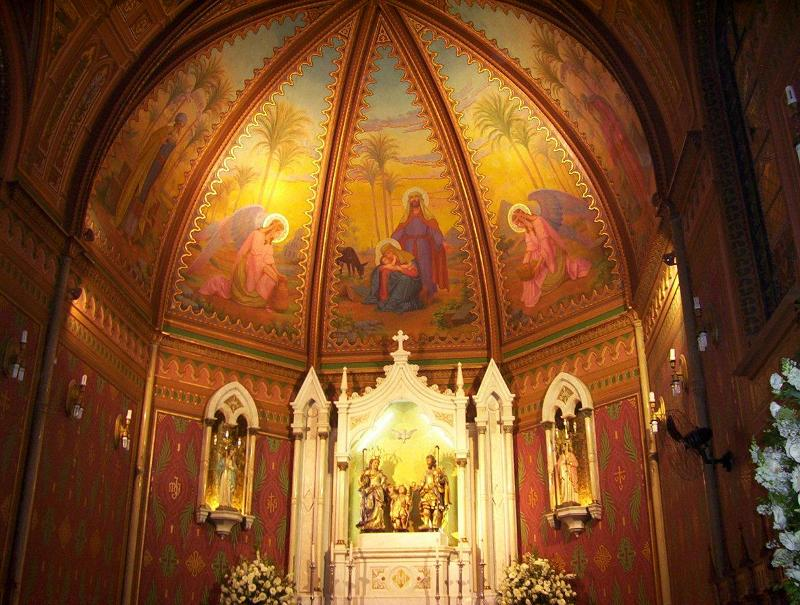
Altar-mor e Abside (presbitério)
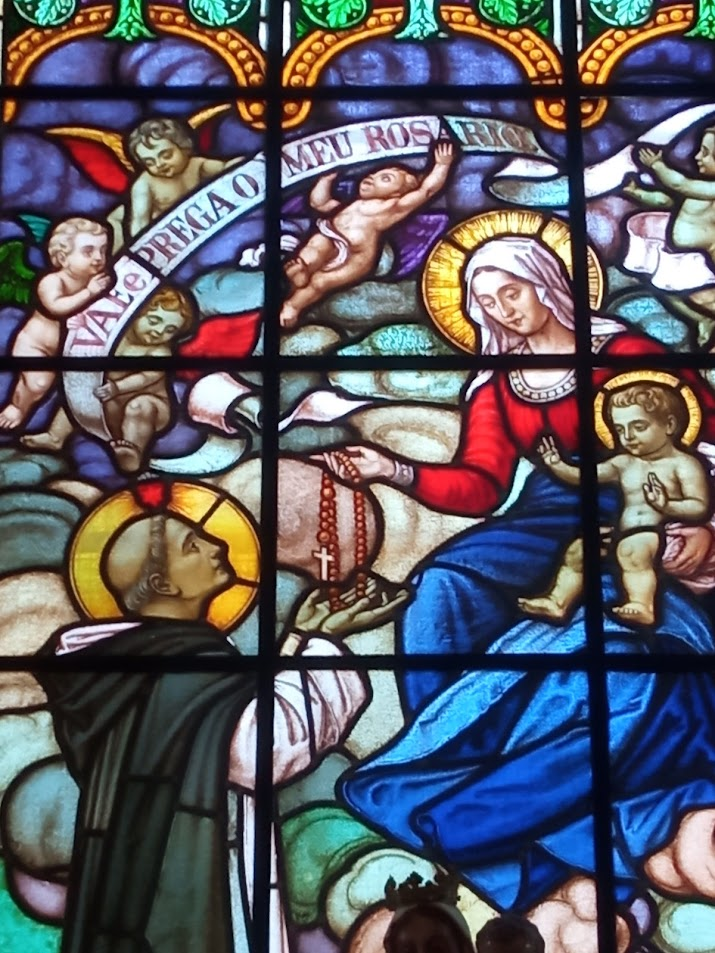
Nossa Senhora do Rosário entregando o Santo Rosário a São Domingos de Gusmão
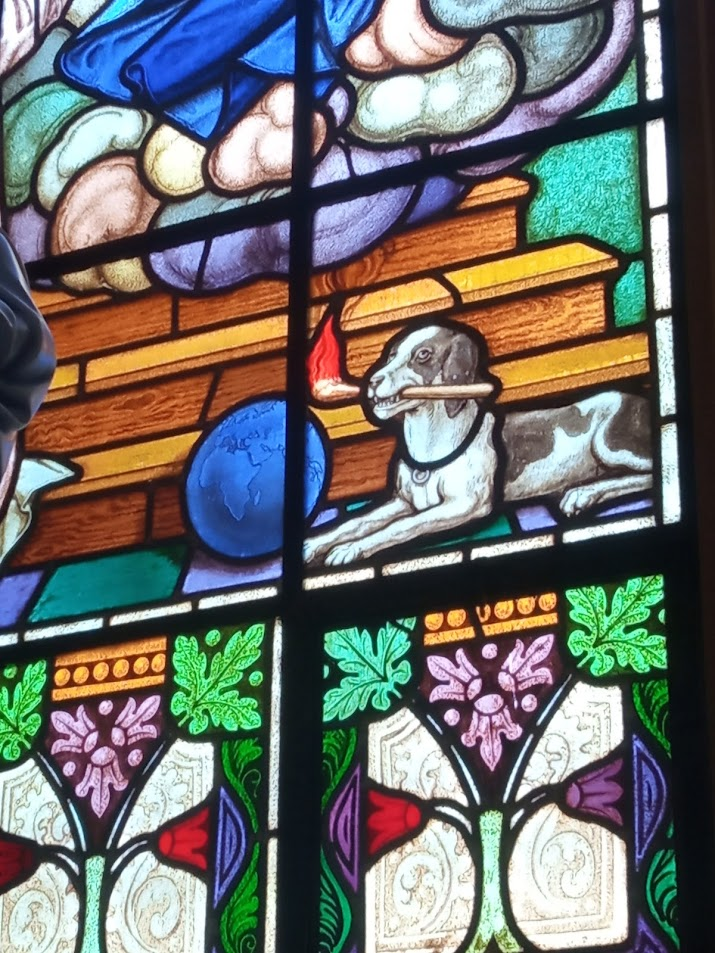
Detalhe do vitral de Nossa Senhora do Rosário, uma representação do Cão Dominicano
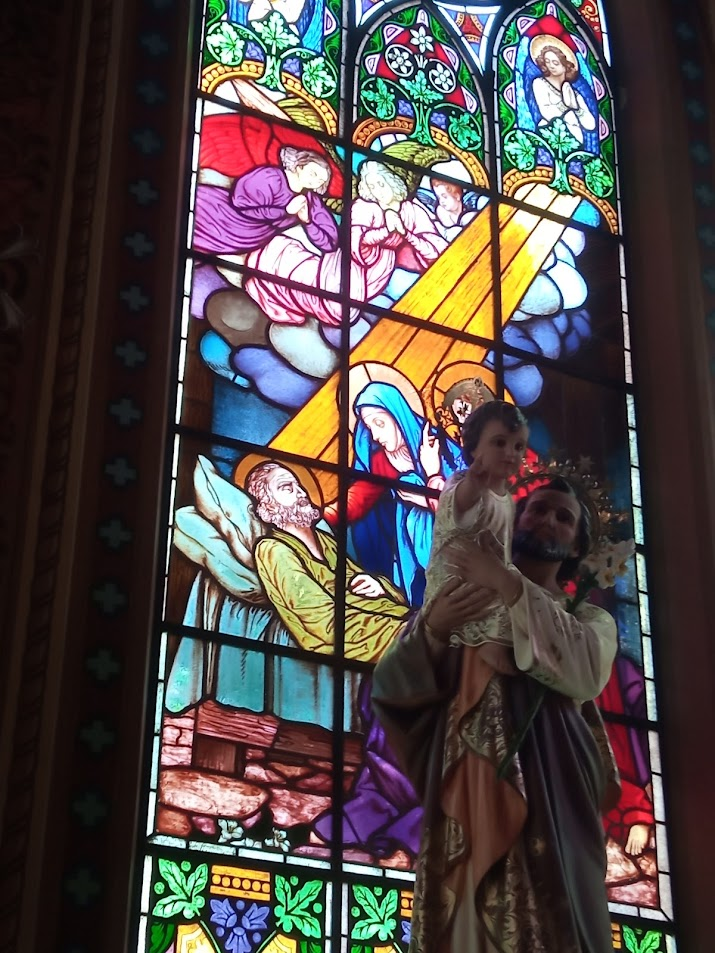
Altar de São José, com um vitral de sua morte com Nosso Senhor e Nossa Senhora ao fundo
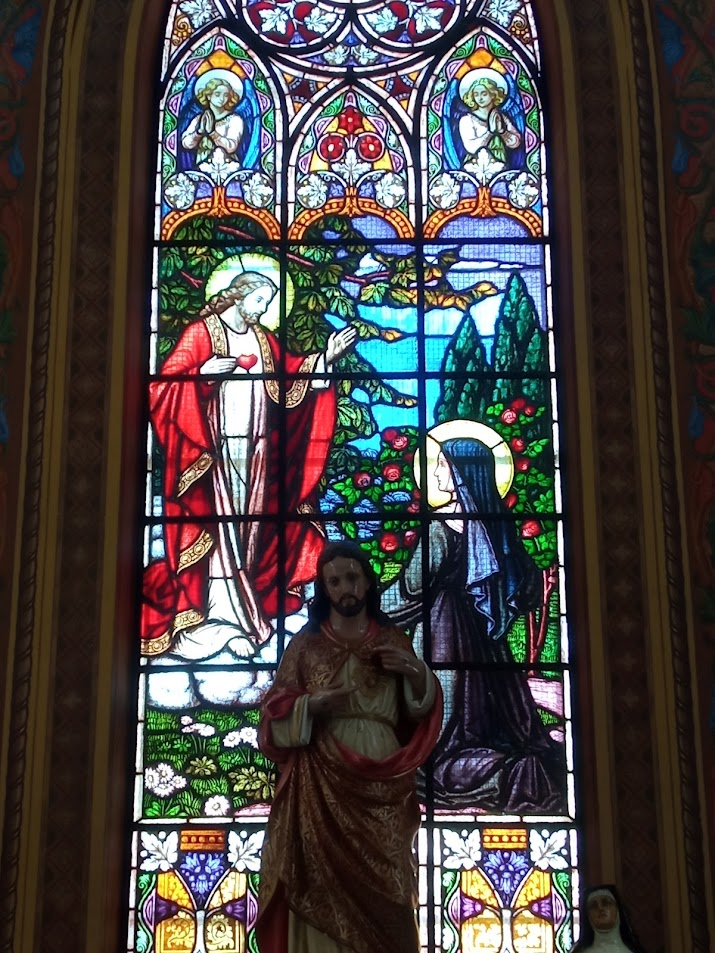
Altar e vitral do Sagrado Coração, mostrando Nosso Senhor e Santa Margarida Maria Alacoque
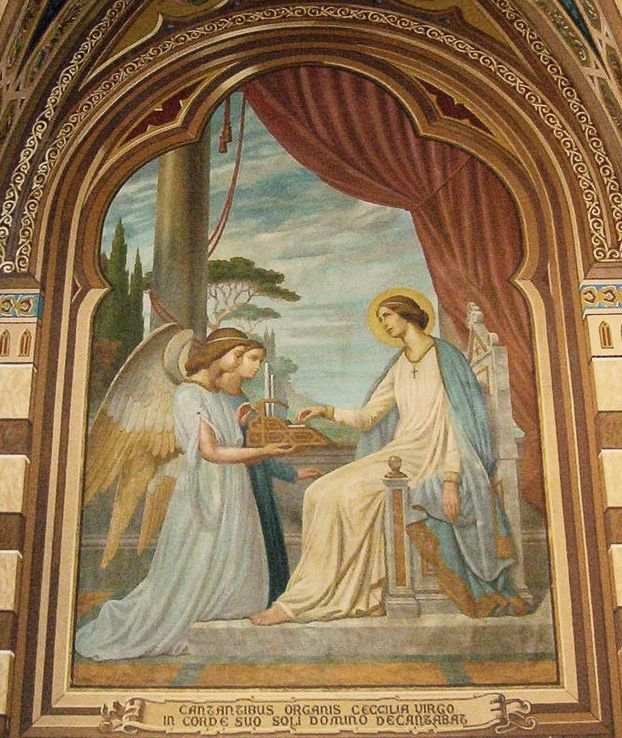
Santa Cecília, visão aproximada
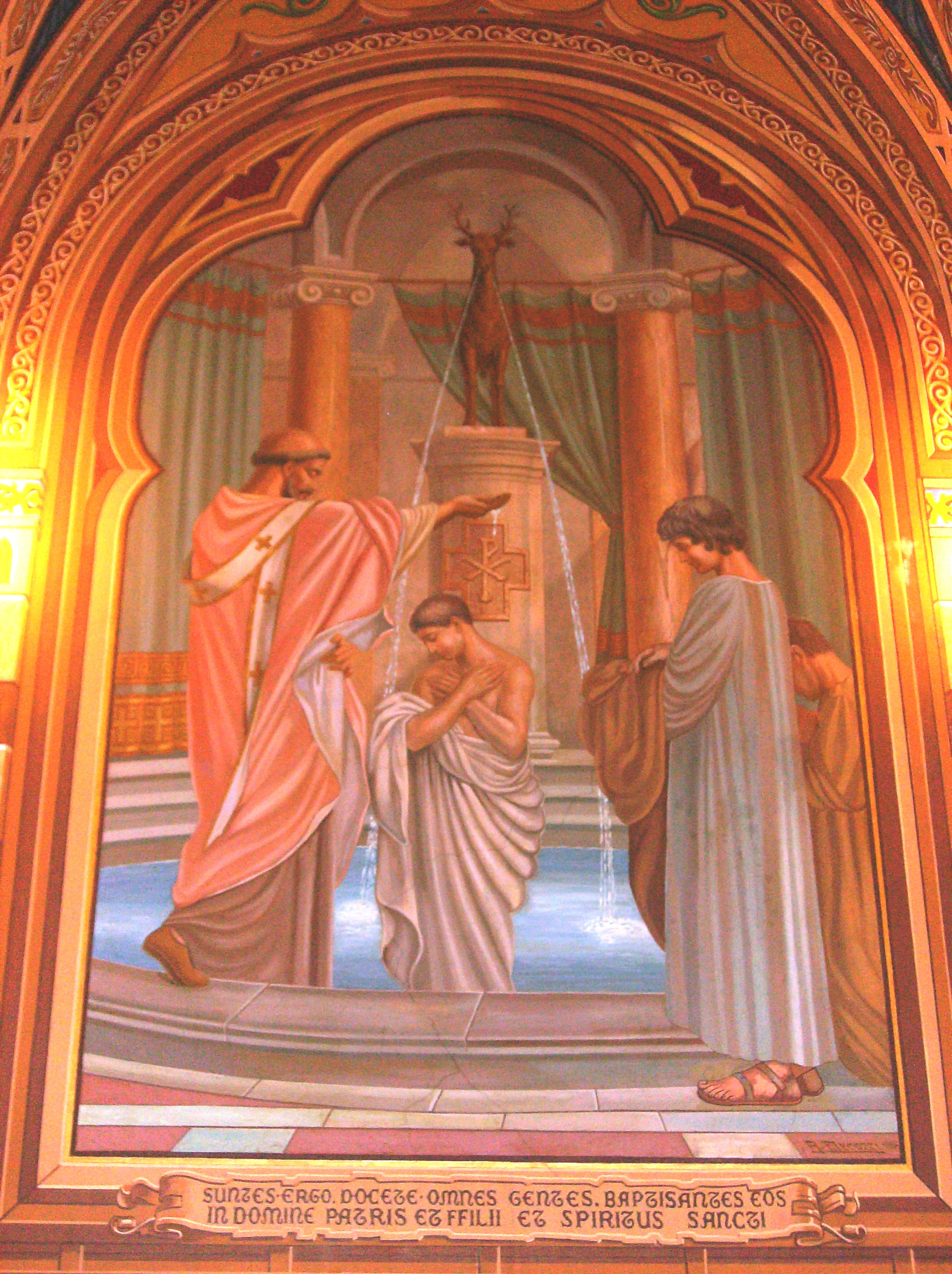
O Batismo
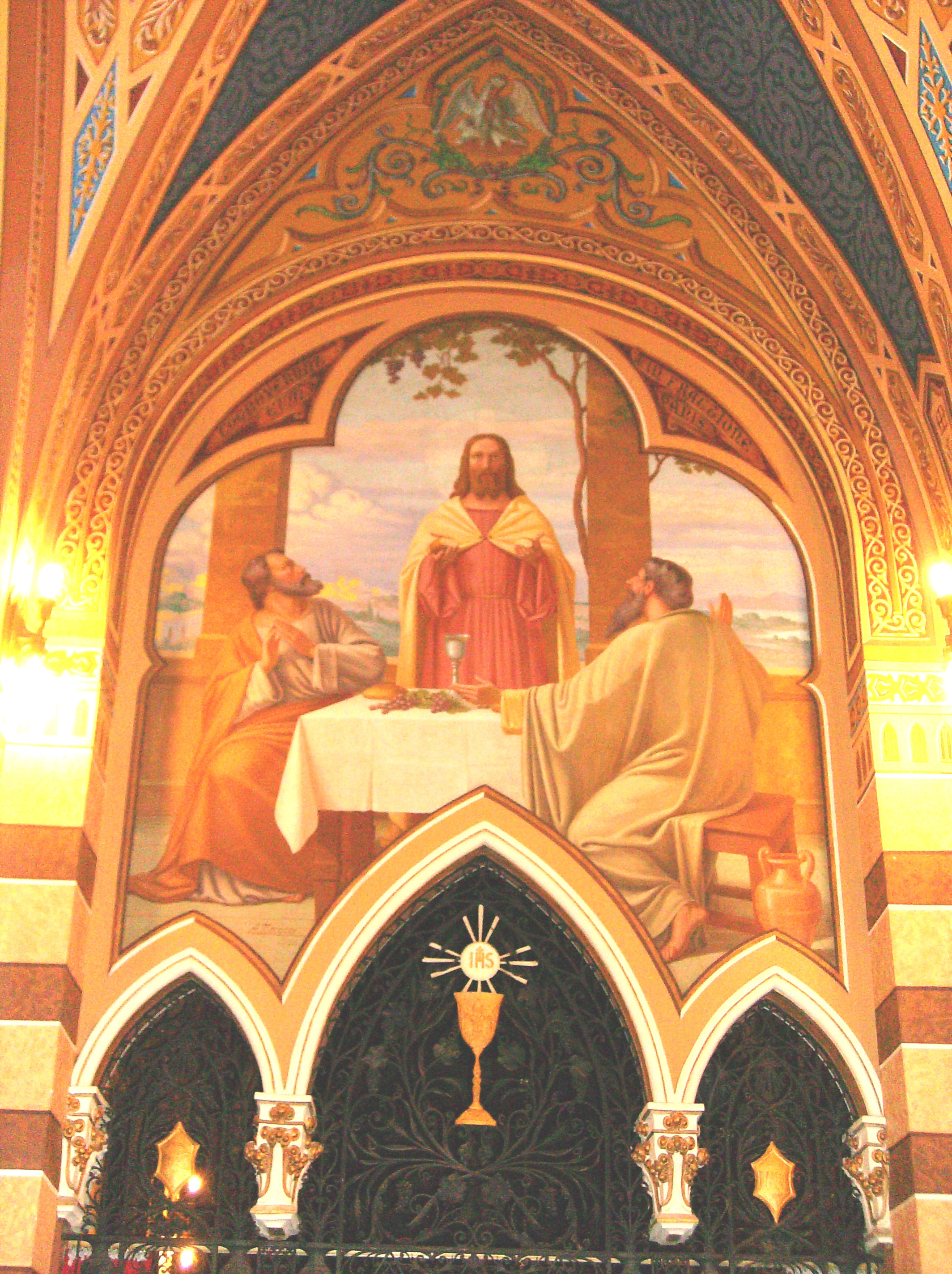
Ceia em Emaús
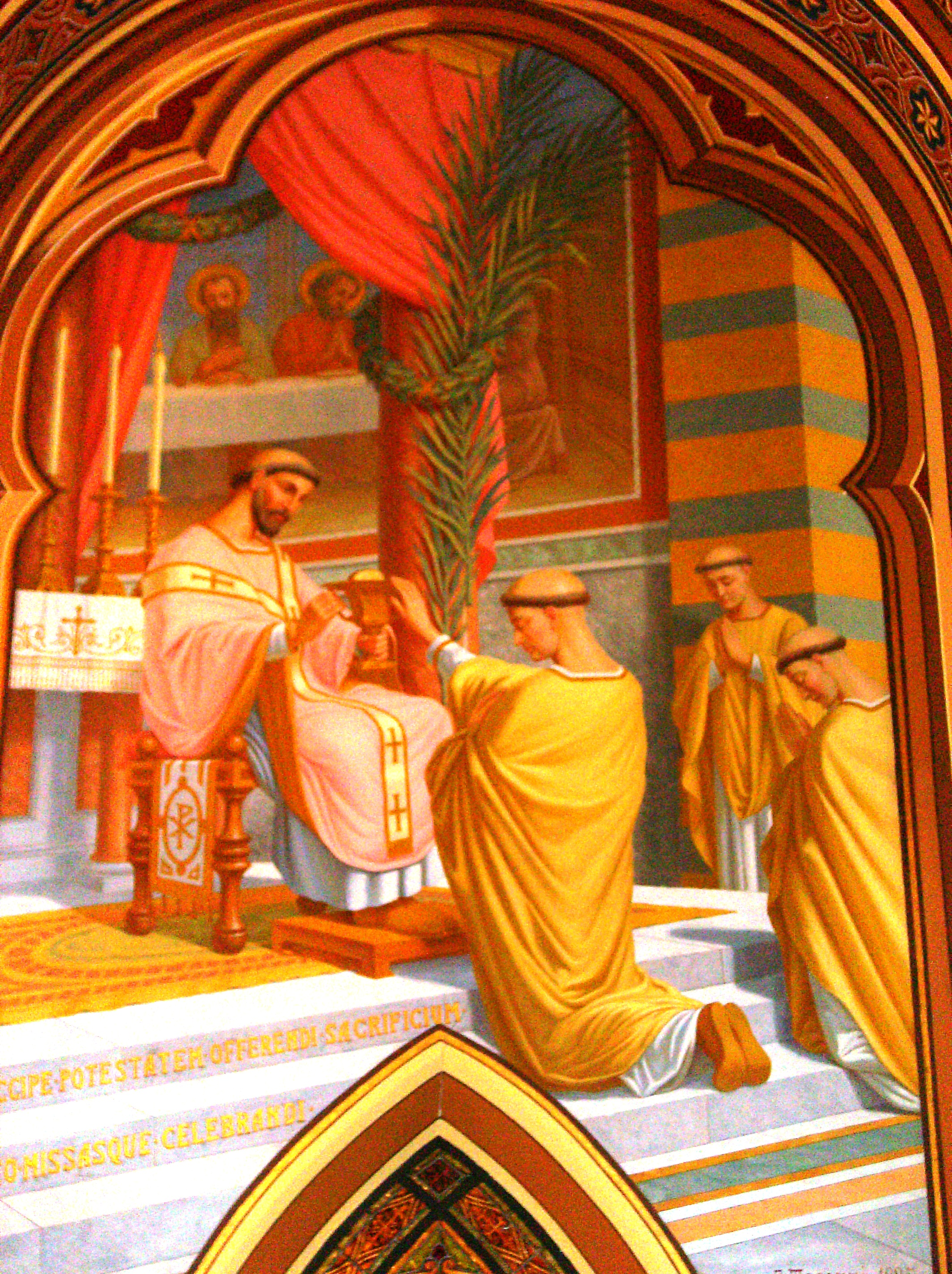
Ordenação Sacerdotal
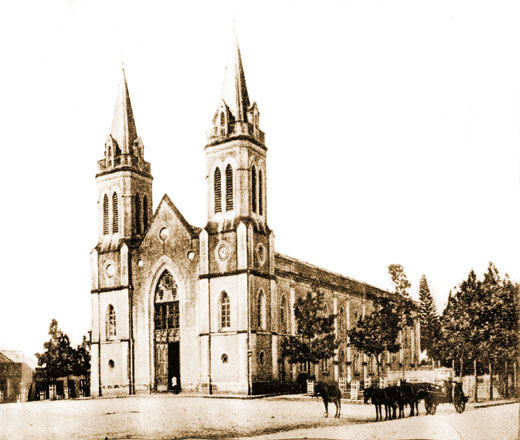
Catedral entre 1886 (quando adquiriu feição neo-gótica) e 1921 (quando houve a reforma que modificou levemente a fachada e criou as capelas radiantes e o transepto)